# 大华电影院 (北京)
大华电影院是位于北京市东城区东单北大街82号的一座电影院。

## 简介
位于米市大街的北京基督教青年会会所建于1913年，主要建筑有主楼、健身房、礼堂。1927年2月，礼堂开始放映电影。1929年4月，礼堂改放有声电影，是北京历史上最早放映有声电影的影院。
1930年9月，大陆电影有限公司租用北京基督教青年会礼堂，更名为“光陆有声电影院”，继续放映有声电影。中国第一部有声电影《歌女红牡丹》便在该电影院上映。后来由于租金过高，该公司在今东单北大街路东，西总布胡同西口外购买土地，自建影院。
1935年，新址落成之后，光陆有声电影院迁入新址。光陆有声电影院迁走后，北京基督教青年会礼堂继续放映有声电影，中华人民共和国成立后，改为红星电影院，直到兴建王府饭店时拆除。
光陆有声电影院迁入新址后，放映条件非常好，成为北平最好的电影院之一。1945年11月15日，该电影院更名为“大华电影院”。改革开放后，大华电影院成为北京市最早的四家三星级影院之一，会定期举办电影首映式、老电影回顾、明星与观众见面会、大片独家提前上映等活动。2005年5月起，大华电影院停映7个月，对内部进行改造，更新了电影设备，此次停业是中华人民共和国成立后停业时间最长的一次。2008年8月23日，大华电影院因装修改造而开始暂停营业。此次改造是由于该电影院房屋被鉴定为危房，危险等级较高。此后，该电影院长期停业，改造工程迟迟未能启动。
2010年，有消息称大华电影院将被改造为“大华音乐剧场”。但此后并无下文，电影院改造工程仍然未能开工。